# Parablennius cyclops
Parablennius cyclops — вид риб з родини Собачкові (Blenniidae), що поширений в Червоному морі. Морська демерсальна тропічна риба.